# Cube des théories physiques
Le cube des théories physiques,, ou cube des théories, est une description synthétique de la physique, qui consiste à représenter, à l'aide des trois constantes G, 1/c et h, les relations entre les théories, actuelles et futures, de la physique et leur domaine respectif de validité.
Chaque constante est un axe du cube et chaque sommet est associé à une théorie.

## Dénominations alternatives
À la suite de John Stachel (en), le cube est parfois dénommé le cube de Bronstein ou cube de Bronstein des théories, en l'honneur de Matveï Bronstein.
Il est parfois dénommé le cube cGh ou cube cGħ, en raison de la notation des trois constantes physiques utilisées :
- la constante gravitationnelle, notée {\displaystyle G} ;
- la vitesse de la lumière dans le vide, notée {\displaystyle c} ;
- la constante de Planck, notée {\displaystyle h}, ou la constante de Planck réduite, notée {\displaystyle \hbar }.

## Histoire
Le cube des théories physiques trouve son origine dans une « plaisanterie estudiantine », de trois futurs éminents physiciens théoriciens du XXe siècle : George Gamow (1904-1968), Dmitri Ivanenko (1904-1994) et Lev Landau (1908-1968). En 1927, tous trois étudiants à l'université d'État de Moscou, ils décident d'écrire un article en cadeau pour une étudiante qu'ils courtisent,. Considérant leur article comme insignifiant, aucun de ses coauteurs ne s'y réfère au cours de leurs carrières. Ce n'est qu'en 1991 que le physicien russe Lev Okun le sort de l'oubli,,.
Les premières représentations du cube sont dues à Abraham Zelmanov (en) (1913-1987) en 1967, et 1969.

## Description
Le cube est un cube unité.
Chaque sommet du cube est associé à une théorie, à savoir :
- le sommet 000 à la mécanique newtonienne, ni relativiste ni quantique[13] ;
- le sommet c00 à la relativité restreinte[13] ;
- le sommet 0ħ0 à la mécanique quantique, non relativiste[13] ;
- le sommet 00G à la gravitation newtonienne ;
- le sommet cħ0 à la théorie quantique des champs[13] ;
- le sommet c0G à la relativité générale[13] ;
- le sommet 0ħG à la gravitation quantique, non relativiste ;

et :
- le sommet cħG à une théorique relativiste et quantique de la gravitation dite théorie du tout[13].